# TK MUSIC CLAMP
『TK MUSIC CLAMP』（ティーケー・ミュージック・クランプ）は、1995年（平成7年）4月13日から1998年（平成10年）4月2日まで、フジテレビが毎週木曜日の未明（水曜日深夜）に放送していた音楽トーク番組である。通称は「TKMC」。小室哲哉の冠番組で、タワーレコードの一社提供番組だった。

## 概要
当番組スタートの半年前にスタートした音楽番組『HEY!HEY!HEY! MUSIC CHAMP』を補完するためにスタートした深夜番組である。実際、過去にテレビの音楽番組出演経験の少ないアーティストが、『HEY!HEY!HEY!』出演に先立ち音楽番組に慣れる目的で当番組に出演するケースが多く見られた。

## 放送時間
フジテレビでの開始当初（1995年4月 - 1996年4月）は毎週木曜日 0:50 - 1:20（水曜深夜、JST）の放送であった。1996年4月末からは放送開始時刻を10分繰り下げ、1:00 - 1:30 （JST）の放送となり、同年10月からは再び放送開始時刻を10分繰り下げ、その後は最終回まで1:10 - 1:40（JST）の放送であった。なお、番組編成の都合上、放送時間が多少変動することもあった。

## 番組成立の経緯
『HEY!HEY!HEY!』でブレイク前のJUDY AND MARYがゲスト出演した回で、番組プロデューサーのきくち伸が「ジュディマリはロリータパンクと言われている」と浜田雅功に伝え、トークでYUKIにその話を振ったら、真面目なYUKIが音楽論を延々話し始め、観客がドン引きした。この光景を見たきくちは「『HEY!』では音楽の話をしてはいけない。音楽の話をしない音楽番組をやらせてもらっているからこそ、アーティストが音楽の話だけをする番組を作ろう」と考えた。『HEY!HEY!HEY!』の第6回のゲストのメインは玉置浩二だったが、構成を変更し、ゲストの一組だったMr.Childrenの登場を番組頭に持ってきたら民放のレギュラー音楽番組では10数年ぶりという視聴率20％超えを記録した。この功績により、編成からきくちへ「深夜番組だが、タワーレコード一社提供の音楽番組を持たせてやる」と打診があった。きくちの頭に浮かんだのが愛聴していた佐野元春の『サウンドストリート』（NHK-FM）、大瀧詠一の『ゴー・ゴー・ナイアガラ』（ラジオ関東/TBSラジオ）、『吉田拓郎のオールナイトニッポン』（ニッポン放送）の3つのラジオ番組のテレビ版であった。さっそく佐野と大瀧、吉田の順でオファーしたが、佐野と大瀧には断られ、吉田とは当時ツテがなかった。それで遊び友達でもあった小室哲哉なら断らないだろうし、まあ小室でいいか、小室のMCが決まった。

## 構成
番組の内容は、司会とゲストによる音楽に関するトークや企画などで構成。合間にミュージック・ビデオなどを紹介。番組後半は、アイドル・女優・素人などが、小室ファミリーの楽曲を小室や久保こーじらの演奏で歌うコーナーが放送され、当時このコーナーで歌っていた人物の多くがその後各ジャンルで成功を収めた。
番組名の「TK」は初代司会者・小室哲哉のイニシャルに由来している。小室にとって初の冠番組・初の司会・初のレギュラーとなるテレビ番組であった。しかし、小室は本業のミュージシャン・音楽プロデューサーとしての活動が多忙になり、レギュラーの出演が困難になったため、放送50回目を迎えたタイミングで中居正広が番組の司会を受け継いだ。中居は当番組を機に司会・進行の能力が評価され、その後1999年までの間に『中居くん温泉』（読売テレビ）、『うたばん』（TBS）、『中居正広のボクらはみんな生きている』（フジテレビ）、『サタ☆スマ』（フジテレビ）と、一気にメイン司会の番組を4番組獲得した。なお、小室は司会降板後もスーパーバイザーとして番組に携わり、度々出演していた。それゆえ、小室のイニシャルは番組タイトルにそのまま残された。放送100回目を迎えた1997年6月からは、中居に代わり華原朋美が3代目の司会に就任。華原のアーティストとしての凛々しく回転の速い部分をより前面に押し出し、10代・20代の女性を中心に幅広い層をターゲットにした音楽トークの展開を目指した。
当番組における司会とゲストとのトークをまとめた書籍として、『With t 小室哲哉音楽対論』（幻冬舎・全5巻、文庫版は幻冬舎文庫より全4巻）と『SMAP MIND 中居正広音楽対談』（幻冬舎・全4巻）が発売されている。
当番組の終了後、コーナーの一つであった「FACTORY」が『FACTORY』のタイトルで独立した番組としてスタートした。

## エピソード
- 2018年1月3日放送の『ビートたけしの私が嫉妬したスゴい人』（フジテレビ）にて、当番組の吉田拓郎出演の回（第14回、1995年7月27日放送）が取り上げられる。小室が吉田の熱烈なファンでオファーを出したこと、しかし出演時に、吉田から辛辣な言葉を1時間にわたって浴びせられ続けたことがフィーチャーされた[5]。意気消沈していた小室だが、数年後に吉田と再会した際に無言でハグを求められたという。
- ブレイク前のウルフルズが出演した際（第20回、1995年9月7日放送）、カメラが回っていない時にトータス松本が「trfの『Overnight Sensation 〜時代はあなたに委ねてる〜』はすごく良い曲ですね」と言ったら、小室から「君たちにはディスコみたいな音楽合っていると思うよ」とアドバイスをもらった[6]。これを受けてウルフルズが製作したのが、代表曲の一つとなる「ガッツだぜ!!」である[6]。
- 1995年11月の1ヶ月間、小山田圭吾が当番組のパロディである「KO MUSIC CLAMP」をスペースシャワーTVで放送していた[7]。

## コーナー
CLAMP
- 司会とゲストが音楽を中心にトークを行う、当番組のメインコーナー。小室MC時代は、小室がゲストの印象や楽曲のイメージを語っていた。
- 「ミュージシャン・小室哲哉と音楽についてお互いのこだわりを話し合う」「どこにもないブッキングをする。基準は『大御所かどうか』ではなく、『旬かどうか』で決める」をテーマにしていた[8]。

FACTORY
- まだ売り出し中やデビューしてまだ間もない若手・新人ミュージシャンとのトークコーナー。このコーナーの聞き手は司会ではなく、小室MC時代は久保こーじとKEIKO（globe）が交互に担当し、中居MC時代にはムッシュかまやつと近田春夫が交互に担当した。華原MC時代には当コーナーに代わり「-T K-」が放送された。
- このコーナーには、JUDY AND MARY、ウルフルズ、シャ乱Q、エレファントカシマシ、THEE MICHELLE GUN ELEPHANTなどが出演した。

-T K-
- 華原MC時代に始まった、小室哲哉による音楽談義のコーナー。小室MC時代および中居MC時代のコーナー「FACTORY」に相当する。アーティストとの対談を収録したVTRを数回に分けて放送した。
- このコーナーにはDJ KOOとSAM（TRF）、近田春夫、MCの華原が出演した。このうちDJ KOOとSAM、華原は海外での収録であった。

エンディング歌コーナー
- 小室MC時代および中居MC時代には、番組の最後に若手女優やアイドル、素人歌手などのゲストが歌唱するコーナーがあり、当番組のエンディングを兼ねていた。小室曰く、「『CDデビュー前のCMで段々話題になり始めている子』をピックアップし、音楽をやりたい子のために歌を披露してプロモーションする場を提供する。僕に対してでも、世間に対してでもいい」をコンセプトにしている[8]。コーナーの名称や内容は時期によって異なるため、以下に順番に記していく。
- 放送初期は「TK REPRODUCTS」と称して、小室と久保こーじの演奏をバックに、過去の小室作品を歌唱するコーナーであった。無名時代のともさかりえ[3]、浜崎あゆみ、広末涼子、鈴木紗理奈[3]、遠峯ありさ時代の華原[3]も当コーナーに出演し歌唱した。
- 第24回（1995年10月12日放送）よりリニューアルが行われ、コーナー名を「PRODUCTS」に改め、歌唱曲が番組オリジナル曲である「MOONLIGHT to DAYBREAK」に固定になった。演奏は小室に代わり、久保の率いるバンドであるNo! Galersが担当。リニューアル後最初に当コーナーで歌唱した仲間由紀恵は、後にこの曲で歌手デビューを果たした。仲間は小室MC時代の最終回である第50回（1996年5月9日放送）でも同曲を歌唱しており、この時は仲間の歌手デビューが決定していたこともあって、小室が演奏で参加している[9][10]。また、第31回（1995年11月30日放送）ではKEIKOが当コーナーで歌唱している。当時、KEIKOは既にglobeとしてデビューしていたが、本人の要望により当コーナーでの歌唱が実現した[11]。
- MCが中居に交代した第51回（1996年5月16日放送）からはコーナー名を「REPRODUCT」に改め、当コーナーではCLAMPに出演するゲストアーティストの代表曲を歌唱するようになった。演奏はWACK WACK RHYTHM BANDが担当し、第82回（1997年1月9日放送）からはJACK DIAMONDSに交代した。

## 出演者
レギュラーメンバーのみ記載。各回のゲストについては「放送リスト」の項を参照のこと。
| #       | 放映日         | メインパーソナリティー | FACTORY トークMC          | REPRODUCTS/PRODUCTS/ REPRODUCT 演奏 |
| ------- | -------------- | ---------------------- | ------------------------- | ----------------------------------- |
| 第1回   | 1995年 4月13日 | 小室哲哉               | 小室哲哉                  | 小室哲哉 久保こーじ                 |
| 第22回  | 9月21日        | 小室哲哉               | 小室哲哉                  | 小室哲哉 久保こーじ                 |
| 第24回  | 10月12日       | 小室哲哉               | 久保こーじ KEIKO          | 久保こーじ No! Galers               |
| 第50回  | 1996年 5月9日  | 小室哲哉               | 久保こーじ KEIKO          | 久保こーじ No! Galers               |
| 第51回  | 5月16日        | 中居正広               | 近田春夫 ムッシュかまやつ | WACK WACK RHYTHM BAND               |
| 第81回  | 12月26日       | 中居正広               | 近田春夫 ムッシュかまやつ | WACK WACK RHYTHM BAND               |
| 第82回  | 1997年 1月9日  | 中居正広               | 近田春夫 ムッシュかまやつ | JACK DIAMONDS                       |
| 第98回  | 5月15日        | 中居正広               | 近田春夫 ムッシュかまやつ | JACK DIAMONDS                       |
| 第102回 | 6月12日        | 中居正広               |                           |                                     |
| 第103回 | 6月19日        | 華原朋美               |                           |                                     |
| 第140回 | 1998年 4月2日  | 華原朋美               |                           |                                     |

## 放送リスト
下記放映日はキー局（フジテレビ）における初回放送日である。

### 小室哲哉MC時代（第1回〜第50回）
| #                 | 放映日            | CLAMPゲスト                  | FACTORYゲスト              | REPRODUCTS/ PRODUCTSゲスト |
| 1995年（平成7年） | 1995年（平成7年） | 1995年（平成7年）            | 1995年（平成7年）          | 1995年（平成7年）          |
| ----------------- | ----------------- | ---------------------------- | -------------------------- | -------------------------- |
| 01                | 4月13日           | 宇都宮隆・木根尚登           | MOON TRAP                  | ともさかりえ               |
| 02                | 4月20日           | 小林武史                     | 内田有紀                   | 遠峯ありさ（華原朋美）     |
| 03                | 5月4日            | trf（SAM・DJ KOO）           | 伊藤彰                     | 鈴木紗理奈                 |
| 04                | 5月11日           | ASKA                         | MY LITTLE LOVER            | こずえ                     |
| 05                | 5月18日           | 小沢健二                     | hitomi                     | 北浦共笑                   |
| 06                | 5月25日           | 桑田佳祐                     | 田嶋里香                   | 浜崎あゆみ                 |
| 07                | 6月1日            | 坂本龍一                     | BOYO-BOZO                  | 広末涼子                   |
| 08                | 6月8日            | PIZZICATO FIVE               | WILD STYLE                 | 松本恵（松本莉緒）         |
| 09                | 6月15日           | 稲葉浩志                     | マーク・パンサー           | 華原朋美                   |
| 10                | 6月29日           | いしだ壱成                   | JUDY AND MARY              | 島村千草                   |
| 11                | 7月6日            | 黒沢健一（L⇔R）              | シャ乱Q                    | 廣瀬かな                   |
| 12                | 7月13日           | 葛城哲哉・木根尚登・浅倉大介 |                            | 吉野紗香・野村佑香         |
| 13                | 7月20日           | H jungle（浜田雅功）         |                            | 奥菜恵                     |
| 14                | 7月27日           | 吉田拓郎                     | 真心ブラザーズ             | 中村麻美                   |
| 15                | 8月3日            | 槇原敬之                     | escalators                 | 榎本加奈子                 |
| 16                | 8月10日           | CHAR                         | TOKYO No.1 SOUL SET        | 星野真里                   |
| 17                | 8月17日           | Tei Towa                     | カヒミ・カリィ             | 清水志保                   |
| 18                | 8月24日           | 篠原涼子                     |                            | 大地                       |
| 18                | 8月24日           | 安室奈美恵                   |                            | 大地                       |
| 19                | 8月31日           | 泉谷しげる                   | スチャダラパー             | 小嶺麗奈                   |
| 20                | 9月7日            | 渡辺美里                     | ウルフルズ                 | 高橋玲奈                   |
| 21                | 9月14日           | 小山田圭吾                   | 浅田真季                   | 珠緒（さとう珠緒）         |
| 22                | 9月21日           | 久保こーじ                   | 東京ドリームDX             | 鈴木みちこ                 |
| 23                | 9月28日           | SPECIAL EDITION              | SPECIAL EDITION            | SPECIAL EDITION            |
| 23                | 9月28日           | 小室哲哉・久保こーじ         |                            |                            |
| 24                | 10月12日          | 森高千里                     | Taiji (THEATRE BROOK)      | No! Galers                 |
| 25                | 10月19日          | 忌野清志郎                   | YOSHIMI (ボアダムス)       | 仲間由紀恵                 |
| 26                | 10月26日          | 井上陽水                     | 浅田祐介                   | 山口紗弥加                 |
| 27                | 11月2日           | 徳永英明                     | SOUL FLOWER UNION          | 矢田亜希子                 |
| 28                | 11月9日           | カールスモーキー石井         | Bonnie Pink                | 廣瀬なお                   |
| 29                | 11月16日          | Bro.KORN                     | 篠原ともえ                 | 岡元夕紀子                 |
| 30                | 11月23日          | つんく                       | 嶺川貴子                   | 北川清子                   |
| 31                | 11月30日          | 大沢誉志幸                   | No! Galers                 | KEIKO                      |
| 32                | 12月7日           | 木村拓哉                     | El-Malo                    | 矢松亜由美                 |
| 33                | 12月21日          | 甲斐よしひろ                 | Yuki (from O.P.D)          | 遠藤久美子                 |
| 34                | 12月28日          | SPECIAL EDITION              | SPECIAL EDITION            | SPECIAL EDITION            |
| 34                | 12月28日          | trf                          | ウルフルズ                 | 宮城秋菜                   |
| 34                | 12月28日          | trf                          | KEN ISHII                  | 宮城秋菜                   |
| 1996年（平成8年） |                   |                              |                            |                            |
| 35                | 1月11日           | Yoshiki (from X JAPAN)       | The Gospellers             | 馬渕英里何                 |
| 36                | 1月18日           | 今田耕司 (from KOJI1200)     | 明和電機                   | 前田亜季                   |
| 37                | 1月25日           | 福山雅治                     | 鈴木蘭々                   | 前田愛                     |
| 38                | 2月1日            | 中居正広                     | H.A.N.D.                   | 小日向しえ                 |
| 39                | 2月8日            | 岡村靖幸                     | 坂井真紀                   | 今村理恵                   |
| 40                | 2月15日           | LUNA SEA                     | 暴力温泉芸者               | 坂下千里子                 |
| 41                | 2月22日           | ウルフルズ                   | ホフ・ディラン             | 浜丘麻矢                   |
| 42                | 2月29日           | 電気グルーヴ                 | non2                       | 小林あけみ                 |
| 43                | 3月7日            | 華原朋美                     | NOISE FACTORY              | 佐藤仁美                   |
| 44                | 3月14日           | 宇都宮隆・木根尚登           | thee michelle gun elephant | 河村一穂                   |
| 45                | 3月21日           | globe                        | THE ESPER                  | 榎本加奈子                 |
| 46                | 4月4日            | '95 SPECIAL EDITION 1        | '95 SPECIAL EDITION 1      | '95 SPECIAL EDITION 1      |
| 46                | 4月4日            | （総集編）                   | （総集編）                 |                            |
| 47                | 4月11日           | '95 SPECIAL EDITION 2        | '95 SPECIAL EDITION 2      | '95 SPECIAL EDITION 2      |
| 47                | 4月11日           | （総集編）                   | （総集編）                 |                            |
| 48                | 4月25日           | 織田哲郎                     | ギターウルフ               | 守屋綾子                   |
| 49                | 5月2日            | 松山千春                     | かせきさいだぁ             | 真壁小巻                   |
| 50                | 5月9日            | 高見沢俊彦                   | WACK WACK RHYTHM BAND      | 仲間由紀恵                 |

### 中居正広MC時代（第51回〜第102回）
| #                 | 放映日            | CLAMPゲスト                | FACTORYゲスト                       | REPRODUCTゲスト          |
| 1996年（平成8年） | 1996年（平成8年） | 1996年（平成8年）          | 1996年（平成8年）                   | 1996年（平成8年）        |
| ----------------- | ----------------- | -------------------------- | ----------------------------------- | ------------------------ |
| 51                | 5月16日           | 小室哲哉                   | 宮本浩次                            | 伊藤なつ・伊藤かな       |
| 52                | 5月23日           | つんく                     | HICKSVILLE                          | 河合美佳                 |
| 53                | 5月30日           | 森且行                     | PARADISE YAMAMOTO・TOKYO LATIN MOOD | 江藤与志子               |
| 54                | 6月6日            | トータス松本               | サニーデイ・サービス                | 秋本翼                   |
| 55                | 6月13日           | 佐野元春                   | 川本真琴                            | 青木裕子                 |
| 56                | 6月20日           | 奥田民生                   | カヒミ・カリィ                      | 夕樹                     |
| 57                | 6月27日           | 小沢健二                   | The CHANG                           | 真島有紀                 |
| 58                | 7月4日            | 宮沢和史                   | 山内雄喜                            | 新山千春                 |
| 59                | 7月11日           | 吉田拓郎                   | PLAGUES                             | 宮澤寿梨                 |
| 60                | 7月25日           | SMAP                       | CHARA                               | 今井ちひろ               |
| 60                | 7月25日           | SMAP                       | 真心ブラザーズ                      | 今井ちひろ               |
| 61                | 8月1日            | YUKI (JUDY AND MARY)       | DREAM DOLPHIN                       | 安藤希                   |
| 62                | 8月8日            | 安室奈美恵                 | The Flying Oysters                  | 学                       |
| 63                | 8月15日           | globe                      | 篠原ともえ                          | 小畑由香里               |
| 64                | 8月22日           | 石井竜也                   | ASH                                 | 三輪ひとみ               |
| 65                | 8月29日           | 宇崎竜童                   | DOOPEES                             | 松丸祐子                 |
| 66                | 9月5日            | 甲斐バンド                 | 及川光博                            | 山田まりや               |
| 67                | 9月12日           | 小林武史                   | SPEED                               | 角田真貴                 |
| 68                | 9月19日           | 鈴木雅之                   | GREEDY GREEN                        | GOW MARIA THERESA        |
| 69                | 9月26日           | SPECIAL EDITION '96up-1    | SPECIAL EDITION '96up-1             | SPECIAL EDITION '96up-1  |
| 69                | 9月26日           | （総集編）                 | 中居正広                            | 佐井仁美                 |
| 70                | 10月3日           | SPECIAL EDITION '96up-2    | SPECIAL EDITION '96up-2             | SPECIAL EDITION '96up-2  |
| 70                | 10月3日           | （総集編）                 | 中居正広                            | 菊池万理江               |
| 71                | 10月17日          | PUFFY                      | DEMI SEMI QUAVER                    | 江田るい子               |
| 72                | 10月24日          | 林田健司                   | りょう                              | 藤崎奈々子               |
| 73                | 10月31日          | 泉谷しげる                 | the Pete Best                       | わたせりょう             |
| 74                | 11月7日           | 久保田利伸                 | AIR                                 | 酒井美雪                 |
| 75                | 11月14日          | MAX                        | 54 NUDE HONEYS                      | 下倉友希                 |
| 76                | 11月21日          | 小泉今日子                 | 吉田美奈子                          | 小松崎由紀乃             |
| 77                | 11月28日          | The Street Sliders         | HOODRUM                             | 剱持たまき               |
| 78                | 12月5日           | 高中正義                   | UA                                  | 谷口奈亜紗               |
| 79                | 12月12日          | 川本真琴                   | THE MAD CAPSULE MARKETS             | まるくみこ               |
| 80                | 12月19日          | CHAGE                      | ムッシュかまやつ                    | 近田春夫                 |
| 81                | 12月26日          | MC SPECIAL GIG at MILK     | MC SPECIAL GIG at MILK              | MC SPECIAL GIG at MILK   |
| 81                | 12月26日          | WACK WACK RHYTHM BAND      | （総集編）                          | 中居正広＆REPRODUCTGIRLS |
| 81                | 12月26日          | （総集編）                 | （総集編）                          | 中居正広＆REPRODUCTGIRLS |
| 1997年（平成9年） |                   |                            |                                     |                          |
| 82                | 1月9日            | 忌野清志郎・篠原涼子       | les 5-4-3-2-1                       | 吉見祐子                 |
| 83                | 1月16日           | サンプラザ中野             | SOUP                                | 小野智子                 |
| 84                | 1月30日           | THE BIG BAND!!             | エレファントラブ                    | 野村佑香・吉野紗香       |
| 85                | 2月6日            | 中西圭三                   | vodka collins                       | 穂積女華                 |
| 86                | 2月13日           | kiyoshiro meets de-ga-show | 桜井秀俊&パイオニア・コンボ         | 永田杏奈                 |
| 87                | 2月20日           | 近藤真彦                   | HIDEKI KAJI                         | 廣瀬真弓                 |
| 88                | 2月27日           | 内田有紀                   | MEN'S 5                             | 篠原直美                 |
| 89                | 3月6日            | PIZZICATO FIVE             | THE JOHN SPENCER BLUES EXPLOSION    | 立石有希                 |
| 90                | 3月13日           | 仲井戸麗市                 | 三宅伸治                            | 田中麗奈                 |
| 91                | 3月20日           | THE ASS BABOONS OF VENUS   | ズボンズ                            | 奈良沙緒理               |
| 92                | 3月27日           | Special Edition            | Special Edition                     | Special Edition          |
| 92                | 3月27日           | 草彅剛                     | JACK DIAMONDS                       | 篠原ともえ               |
| 92                | 3月27日           | （総集編）                 | JACK DIAMONDS                       | 篠原ともえ               |
| 93                | 4月10日           | SPEED                      | 森雪之丞                            | 佐藤志乃                 |
| 94                | 4月17日           | 和田アキ子                 | SUPER STUPID                        | 大賀勇気                 |
| 95                | 4月24日           | 奥居香                     | Magoo Swim                          | 手島荘子                 |
| 96                | 5月1日            | 坂井真紀                   | RUDE BONES                          | 赤坂七恵                 |
| 97                | 5月8日            | thee michelle gun elephant | SEAGULL SCREAMING KISS HER KISS HER | 谷あい                   |
| 98                | 5月15日           | 篠原ともえ                 | 高木完                              | KAORI                    |
| 99                | 5月22日           | Flash Back Special Vol.4   | Flash Back Special Vol.4            | Flash Back Special Vol.4 |
| 99                | 5月22日           | （総集編）                 |                                     | JACK DIAMONDS            |
| 100               | 5月29日           | Flash Back Special Vol.3   | Flash Back Special Vol.3            | Flash Back Special Vol.3 |
| 100               | 5月29日           | （総集編）                 |                                     | 中居正広＆REPRODUCTGIRLS |
| 101               | 6月5日            | Flash Back Special Vol.2   | Flash Back Special Vol.2            | Flash Back Special Vol.2 |
| 101               | 6月5日            | （総集編）                 |                                     | 仲間由紀恵 with 小室哲哉 |
| 102               | 6月12日           | Flash Back Special Vol.1   | Flash Back Special Vol.1            | Flash Back Special Vol.1 |
| 102               | 6月12日           | （総集編）                 |                                     | 華原朋美 with 小室哲哉   |

### 華原朋美MC時代（第103回〜第140回）
| #                  | 放映日            | CLAMPゲスト                       | - T K -                                             |
| 1997年（平成9年）  | 1997年（平成9年） | 1997年（平成9年）                 | 1997年（平成9年）                                   |
| ------------------ | ----------------- | --------------------------------- | --------------------------------------------------- |
| 103                | 6月19日           | 中山美穂                          | 第1シリーズ （SAM・DJ KOOとの対談）                 |
| 104                | 6月26日           | 森高千里                          | 第1シリーズ （SAM・DJ KOOとの対談）                 |
| 105                | 7月3日            | MY LITTLE LOVER featuring AKKO    | 第1シリーズ （SAM・DJ KOOとの対談）                 |
| 106                | 7月10日           | 大貫亜美                          | 第1シリーズ （SAM・DJ KOOとの対談）                 |
| 107                | 7月24日           | 中谷美紀                          | 第1シリーズ （SAM・DJ KOOとの対談）                 |
| 108                | 7月31日           | 吉村由美                          | 第1シリーズ （SAM・DJ KOOとの対談）                 |
| 109                | 8月7日            | 篠原ともえ                        | 第2シリーズ （近田春夫との対談）                    |
| 110                | 8月14日           | 工藤静香                          | 第2シリーズ （近田春夫との対談）                    |
| 111                | 8月21日           | 千秋                              | 第2シリーズ （近田春夫との対談）                    |
| 112                | 8月28日           | 内田有紀                          | 第2シリーズ （近田春夫との対談）                    |
| 113                | 9月4日            | 鈴木紗理奈                        | 第2シリーズ （近田春夫との対談）                    |
| 114                | 9月11日           | 吉川ひなの                        | 第2シリーズ （近田春夫との対談）                    |
| 115                | 9月18日           | 松雪泰子                          | 第2シリーズ （近田春夫との対談）                    |
| 116                | 9月25日           | '97第二四半期総集編               | '97第二四半期総集編                                 |
| 117                | 10月9日           | YUKI from JUDY AND MARY           | 第3シリーズ （CLAMPゲストに関わる過去の小室の映像） |
| 118                | 10月16日          | T.M.Revolution 西川貴教（1）      | 第3シリーズ （CLAMPゲストに関わる過去の小室の映像） |
| 119                | 10月23日          | T.M.Revolution 西川貴教（2）      | 第3シリーズ （CLAMPゲストに関わる過去の小室の映像） |
| 120                | 10月30日          | IZAM (from SHAZNA)                | 第3シリーズ （CLAMPゲストに関わる過去の小室の映像） |
| 121                | 11月6日           | 宝生舞                            | 第4シリーズ （華原朋美との対談）                    |
| 122                | 11月13日          | 野宮真貴 (from PIZZICATO FIVE)    | 第4シリーズ （華原朋美との対談）                    |
| 123                | 11月20日          | 観月ありさ                        | 第4シリーズ （華原朋美との対談）                    |
| 124                | 11月27日          | アン・ルイス                      | 第4シリーズ （華原朋美との対談）                    |
| 125                | 12月4日           | 奥居香                            | 第4シリーズ （華原朋美との対談）                    |
| 126                | 12月11日          | 奥菜恵                            | 第4シリーズ （華原朋美との対談）                    |
| 127                | 12月18日          | 高橋真梨子                        | 第4シリーズ （華原朋美との対談）                    |
| 1998年（平成10年） |                   |                                   |                                                     |
| 128                | 1月8日            | '97第三四半期総集編（1）          | '97第三四半期総集編（1）                            |
| 129                | 1月15日           | '97第三四半期総集編（2）          | '97第三四半期総集編（2）                            |
| 130                | 1月22日           | 坂井真紀                          | （コーナー休止）                                    |
| 131                | 1月29日           | 知念里奈                          | （コーナー休止）                                    |
| 132                | 2月5日            | 加藤紀子                          | （コーナー休止）                                    |
| 133                | 2月12日           | 藤田恵美 (from Le Couple)         | （コーナー休止）                                    |
| 134                | 2月19日           | SPEED                             | （コーナー休止）                                    |
| 135                | 2月26日           | MAX                               | （コーナー休止）                                    |
| 136                | 3月5日            | SPECIAL EDITION FY1997            | SPECIAL EDITION FY1997                              |
| 136                | 3月5日            | （華原朋美MC時代の総集編）        |                                                     |
| 137                | 3月12日           | SPECIAL EDITION FY1996            | SPECIAL EDITION FY1996                              |
| 137                | 3月12日           | （中居正広MC時代の総集編）        |                                                     |
| 138                | 3月19日           | SPECIAL EDITION FY1995            | SPECIAL EDITION FY1995                              |
| 138                | 3月19日           | （小室哲哉MC時代の総集編）        |                                                     |
| 139                | 3月26日           | 小室哲哉                          |                                                     |
| 140                | 4月2日            | 90min SPECIAL (End of the series) | 90min SPECIAL (End of the series)                   |

## スタッフ
当番組のスタッフクレジットは全て英語、及びローマ字で表記され、スタッフ名も愛称や渾名等が入り混じった。また華原MC時代はフジテレビのロゴも英字表記された。
- writer（構成）：CHONMAGE LUCKY（津曲裕之）、NONAKA HAPPY?（野中浩之）・KIYOSHI TAMAI（玉井貴代志）
- art produce（美術プロデューサー）：SHINICHIRO ISINABE（石鍋伸一朗）
- designer（デザイン）：YUKIE KOSHINO（越野幸栄）
- vande（美術進行）：YOSHIDA（吉田敬）
- set（大道具）：NAGATOMI（永富育浩）
- acryl（アクリル装飾）：KAINOSE（貝野瀬修）
- so-shock（装飾）：KURIHARA→TSUBUYAKI
- den-shock（電飾）：KISHI（岸和幸）
- effect（視覚効果）：OGUMA（小熊雅樹）
- title（CGタイトル）：DENPA CLUB（電波倶楽部）→YUKIYA MATSUMOTO（松本幸也）
- gacky（楽器）：ISOMOTO（磯元洋一）
- stylist（スタイリスト）：YOKO TANAKA→TSUYOSHI NOGUCHI
- hair＋make up（ヘア・メイク）：MOTOO YOSHIMURA、KAZUHIRO SUGIMOTO、YOKO OKIYAMA（興山洋子）→YOSHIAKI ABURAYA
- technical director（テクニカルディレクター）：馬場直幸
- sw（スイッチャー）：SASAKI（佐々木信一）→KANNO（菅野恒雄）
- cam（カメラ）：SEKI（関克哉）→YONE（米山和孝）
- aud（音声）：SENDA（仙田俊一）
- ve（ビデオエンジニア）：YAZAWA（矢沢英幸）
- ld（照明）：SHIBUICHI（四分一浩）→UEMATSU（植松晃一）
- vari-lite（バリライト）：KOBAYASHI
- pa（パブリックアドレス）：HIMENO（姫野義和）
- edit（編集）：MIYOTA（御代田祥一／パッチワーク）
- se（音響効果）：NAKATA（中田圭三／4-Legs）→KAWABATA（川端智之）（4-Legs）
- mix（MA）：GUNJI（郡司佐茂亜／4-Legs）
- technical support（技術協力）：KYODO Television（共同テレビ）、HAPPO TV（八峯テレビ）、NS
- webmaster：GIOTONG
- webstaff：YO!、NAO
- room：HIRO
- adviser（アドバイザリースタッフ）：T.HARA（原知行／オフィス源）
- supervisor（スーパーバイザー）：SHINGO INOUE（井上信悟／フジテレビ、番組初期）
- floor director（フロアディレクター）：GOTZ＆POCCA（平野雄大）
- time-keeper（タイムキーパー）：YUKI（石原由季）
- director（ディレクター）：GOTZ（後藤優）
- desk（制作デスク）：TOMMY（富張明子）
- program director（演出）：KIKCHY（きくち伸）、KINO（城野智則）、TOM（冨田哲朗）
- producer（プロデューサー）：KIKCHY（きくち伸）
- 制作：フジテレビ第二制作部
- produced by（制作著作）：fuji television（フジテレビ）

## ネット局
放送終了時点。フジテレビとの同時ネット局は高知さんさんテレビのみで、それ以外の局は番組購入による放送。
| 放送対象地域   | 放送局                    | 系列           | 放送                         | 備考               |
| -------------- | ------------------------- | -------------- | ---------------------------- | ------------------ |
| 関東広域圏     | フジテレビ（CX）          | フジテレビ系列 | 木曜 1:10 - 1:40（水曜深夜） | 制作局             |
| 北海道         | 北海道文化放送（UHB）     | フジテレビ系列 | 火曜 0:20 - 0:50（月曜深夜） | 1997年10月から放送 |
| 宮城県         | 仙台放送（OX）            | フジテレビ系列 | 水曜 0:20 - 0:50（火曜深夜） | 1997年4月から放送  |
| 福島県         | 福島テレビ（FTV）         | フジテレビ系列 | 日曜 23:00 - 23:30           | 1997年10月から放送 |
| 石川県         | 石川テレビ（ITC）         | フジテレビ系列 | 日曜 23:00 - 23:30           | 1997年4月から放送  |
| 中京広域圏     | 東海テレビ（THK）         | フジテレビ系列 | 日曜 2:05 - 2:35（土曜深夜） | 1997年4月から放送  |
| 鳥取県・島根県 | 山陰中央テレビ（TSK）     | フジテレビ系列 | 木曜 0:50 - 1:20（水曜深夜） | 1995年10月から放送 |
| 岡山県・香川県 | 岡山放送（OHK）           | フジテレビ系列 | 土曜 2:35 - 3:05（金曜深夜） | 1996年10月から放送 |
| 高知県         | 高知さんさんテレビ（KSS） | フジテレビ系列 | 木曜 1:10 - 1:40（水曜深夜） | 1997年4月から放送  |
| 福岡県         | テレビ西日本（TNC）       | フジテレビ系列 | 火曜 0:37 - 1:07（月曜深夜） | 1996年2月から放送  |
| 大分県         | 大分放送（OBS）           | TBS系列        | 水曜 1:00 - 1:30（火曜深夜） | 1997年4月から放送  |
| 京都府         | KBS京都（KBS）            | 独立局         | 水曜 23:55 - 翌0:25          | 1995年10月から放送 |
| 和歌山県       | テレビ和歌山（WTV）       | 独立局         | 木曜 1:40 - 2:10（水曜深夜） | 1996年5月から放送  |

### 過去のネット局
特記なき限りフジテレビ系列局。
- 岩手めんこいテレビ（岩手県、1996年4月 - 1997年4月）
- 長野放送（長野県、1995年4月 - 1996年4月、フジテレビでの放送開始から1週間遅れで放送開始）
- 富山テレビ（富山県、1996年4月 - 1997年10月）
- テレビ静岡（静岡県、1995年・1996年の年末スペシャルのみ放送）
- 三重テレビ（三重県、独立局、1996年10月 - 1997年3月）
- テレビ新広島（広島県、1996年2月 - 6月・1996年11月 - 1997年4月）
- テレビ愛媛（愛媛県、1997年4月 - 1997年11月）
- サガテレビ（佐賀県、1995年10月 - 1997年4月）